# Josh Reaves
Joshua Alexander "Josh" Reaves (Fairfax, Virginia; 4 de junio de 1997) es un baloncestista boliviano-estadounidense que juega en el Rio Grande Valley Vipers de la G League. Con 1,93 metros de estatura, juega en la posición de escolta.

## Trayectoria deportiva

### Universidad
Jugó cuatro temporadas con los Nittany Lions de la Universidad Estatal de Pensilvania, en las que promedió 8,9 puntos, 4,5 rebotes, 2,6 asistencias y 2,1 robos de balón por partido. Fue incluido en el mejor quinteto defensivo de la Big Ten Conference en sus dos últimas temporadas, y elegido mejor defensor de la conferencia en 2019.

#### Estadísticas
| Año     | Equipo     | PJ  | PT  | MPP  | %TC  | %3P  | %TL  | RPP | APP | ROB | TPP | PPP  |
| ------- | ---------- | --- | --- | ---- | ---- | ---- | ---- | --- | --- | --- | --- | ---- |
| 2015–16 | Penn State | 27  | 20  | 23.0 | .375 | .077 | .756 | 3.6 | 1.9 | 1.3 | .9  | 6.1  |
| 2016–17 | Penn State | 28  | 23  | 27.1 | .448 | .322 | .708 | 4.0 | 2.1 | 2.1 | .8  | 7.7  |
| 2017–18 | Penn State | 34  | 32  | 30.8 | .487 | .377 | .707 | 5.1 | 3.1 | 2.2 | .5  | 10.6 |
| 2018–19 | Penn State | 32  | 32  | 33.0 | .426 | .356 | .656 | 5.0 | 2.9 | 2.5 | 1.0 | 10.6 |
| Total   | Total      | 121 | 107 | 28.8 | .438 | .324 | .702 | 4.5 | 2.6 | 2.1 | .8  | 8.9  |

### Profesional
Tras no ser elegido en el Draft de la NBA de 2019, disputó las Ligas de Verano de la NBA con los Dallas Mavericks, con los que en cinco partidos promedió 12,6 puntos, 4,8 rebotes y 2,4 asistencias. El 29 de julio firmó un contrato dual con los Mavs, que le permite jugar también en su filial de la G League, los Texas Legends.
El 5 de julio de 2021, llega a Europa para jugar en las filas del Beşiktaş de la Basketbol Süper Ligi.
En la temporada 2022-23, firma por el Tofaş Spor Kulübü de la Basketbol Süper Ligi.

## Estadísticas de su carrera en la NBA

### Temporada regular
| Año     | Equipo | PJ | PT | MPP | %TC  | %3P  | %TL   | RPP | APP | ROB | TPP | PPP |
| ------- | ------ | -- | -- | --- | ---- | ---- | ----- | --- | --- | --- | --- | --- |
| 2019-20 | Dallas | 4  | 0  | 7.0 | .333 | .000 | 1.000 | .8  | .8  | 0   | 0   | 2.0 |
| Total   | Total  | 4  | 0  | 7.0 | .333 | .000 | 1.000 | .8  | .8  | 0   | 0   | 2.0 |

### Playoffs
| Año   | Equipo | PJ | PT | MPP | %TC  | %3P  | %TL   | RPP | APP | ROB | TPP | PPP |
| ----- | ------ | -- | -- | --- | ---- | ---- | ----- | --- | --- | --- | --- | --- |
| 2020  | Dallas | 2  | 0  | 4.5 | .333 | .000 | 1.000 | 1.0 | .5  | .0  | .5  | 2.0 |
| Total | Total  | 2  | 0  | 4.5 | .333 | .000 | 1.000 | 1.0 | .5  | .0  | .5  | 2.0 |

## Selección nacional
Al ser hijo de una mujer de nacionalidad boliviana, Reaves resultó elegible para integrar la selección de baloncesto de Bolivia. Su debut con el equipo nacional se produjo en mayo de 2021 en un duelo ante Ecuador por la Clasificación de FIBA Américas para la Copa Mundial de Baloncesto de 2023.